# Livermore Falls (Maine)
Livermore Falls – miasto w Stanach Zjednoczonych, w stanie Maine, w hrabstwie Androscoggin, położone nad rzeką Androscoggin.